# Dorothea Biehl
Charlotte Dorothea Biehl (2 juin 1731 - 17 mai 1788) est une auteure, dramaturge et traductrice danoise.

## Biographie
Charlotta Dorothea Biehl est née à Copenhague au Danemark. Elle est la fille de Christian Æmilius Biehl et Sophie Hedevig Brøer. Dès son plus jeune âge, elle apprend à lire et à écrire en danois et en allemand auprès de son grand-père maternel, Hans Brøer, décédé quand elle a huit ans. Après sa mort, ses parents lui interdisent de lire, et lorsque sa grand-mère meurt également en 1746, elle doit devenir servante en 1747. En 1755, son père devient secrétaire à l'Académie royale danoise des beaux-arts.
En 1761, Biehl commence à traduire des pièces du français notamment, mais aussi de l'allemand et de l'italien pour le Théâtre royal danois. En 1762, sa propre pièce, Poète Campagnard, est créée, et elle reste dramaturge jusqu'en 1783. Elle écrit 13 comédies et est la première auteure au Danemark à donner aux enfants des rôles et des répliques dans ses pièces. Son plus grand succès est Den kierlige Mand (1764). Sa pièce Den listige Optrækkerske (1765), sur une femme utilisant la sexualité masculine comme moyen de confirmation de soi, provoque un scandale.
En 1771, elle rencontre Johan Bülow, dont la position au sein de la cour royale inspire les lettres historiques de Biehl sur les rois danois Frederik V, Christian VI, Frederik VI et Christian VII. Sa correspondance avec Johan Bülow, Brevveksling imellem fortrolige venner, est publiée en 1783.
Elle traduit également Don Quichotte en danois (Den sindriige Adelsmand Don Quixote af Manchas Levnet og Bedrifter, 1776-77).